# Limosina costata
Limosina costata är en tvåvingeart som först beskrevs av Richards 1968.  Limosina costata ingår i släktet Limosina och familjen hoppflugor. Inga underarter finns listade i Catalogue of Life.